# جيمي تاراس
جيمي تاراس هو لاعب كرة القدم الكندية كندي، ولد في 31 يناير 1966 في أكتون (أونتاريو) في كندا.